# ألان سميث (لاعب اتحاد الرغبي)
ألان سميث (بالإنجليزية: Alan Smith)‏ هو لاعب اتحاد الرغبي نيوزيلندي، ولد في 10 ديسمبر 1942 في Stratford, New Zealand ‏ في نيوزيلندا.